# Kanton Gif-sur-Yvette
Der Kanton Gif-sur-Yvette ist seit 1975 ein französischer Wahlkreis im Arrondissement Palaiseau, im Département Essonne und in der Region Île-de-France; sein Hauptort ist Gif-sur-Yvette, Vertreter im Generalrat des Départements ist seit 2004 Michel Bournat (UMP).

## Gemeinden
Der Kanton besteht aus zwölf Gemeinden mit insgesamt 64.222 Einwohnern (Stand: 1. Januar 2022) auf einer Gesamtfläche von 91,04 km²:
| Gemeinde              | Einwohner 1. Januar 2022 | Fläche km² | Dichte Einw./km² | Code INSEE | Postleitzahl |
| --------------------- | ------------------------ | ---------- | ---------------- | ---------- | ------------ |
| Bièvres               | 4.700                    | 9,69       | 485              | 91064      | 91570        |
| Boullay-les-Troux     | 632                      | 4,80       | 132              | 91093      | 91470        |
| Bures-sur-Yvette      | 9.481                    | 4,17       | 2.274            | 91122      | 91440        |
| Gif-sur-Yvette        | 22.578                   | 11,60      | 1.946            | 91272      | 91190        |
| Gometz-la-Ville       | 1.512                    | 9,86       | 153              | 91274      | 91400        |
| Les Molières          | 1.935                    | 7,02       | 276              | 91411      | 91470        |
| Pecqueuse             | 567                      | 7,40       | 77               | 91482      | 91470        |
| Saclay                | 4.380                    | 13,65      | 321              | 91534      | 91400        |
| Saint-Aubin           | 671                      | 3,57       | 188              | 91538      | 91190        |
| Vauhallan             | 1.954                    | 3,34       | 585              | 91635      | 91430        |
| Verrières-le-Buisson  | 14.772                   | 9,91       | 1.491            | 91645      | 91370        |
| Villiers-le-Bâcle     | 1.040                    | 6,03       | 172              | 91679      | 91190        |
| Kanton Gif-sur-Yvette | 64.222                   | 91,04      | 705              | 9110       | –            |

Bis zur Neuordnung bestand der Kanton Gif-sur-Yvette aus der Gemeinde Gif-sur-Yvette. Sein Zuschnitt entsprach einer Fläche von 11,60 km2.

## Bevölkerungsentwicklung
| 1962  | 1968  | 1975   | 1982   | 1990   | 1999   | 2006   |
| ----- | ----- | ------ | ------ | ------ | ------ | ------ |
| 4.058 | 7.298 | 12.945 | 17.166 | 19.754 | 21.364 | 21.816 |